# Pallacanestro alla III Universiade - Torneo maschile
Il torneo di pallacanestro della III Universiade si è svolto a Porto Alegre, Brasile, nel 1963. 
Al torneo hanno partecipato 6 squadre.

## Classifica finale
| -       | Paese     | Formazione |
| ------- | --------- | --- |
| Oro     | Brasile   | Edson Bispo · Jatyr · Sucar · Victor · Amaury · Waldemar · Radvilas · Renê · Celso Maneschi · Arnaldo · Moysés · Pedro Simão · Túlio · Eduardo Lawson · Isnard Coelho All.: Moacyr Brondi Daiuto |
| Argento | Cuba      | |
| Bronzo  | Perù      | |
| 4       | Francia   | |
| 5       | Uruguay   | |
| 6       | Argentina | |